# Télomérisation (dimérisation)
Pour les articles homonymes, voir Télomérisation.
La télomérisation est la dimérisation linéaire des 1,3-diènes avec addition simultanée d’un nucléophile dans une réaction catalytique.
Exemple de la télomérisation du buta-1,3-diène :
La formation de plusieurs isomères est possible. Les dimères obtenus sont insaturés. L’eau, l’ammoniac et les alcools peuvent être utilisés comme nucléophiles. Si l’eau est utilisée, on obtient par exemple des alcools di-insaturés.
Les catalyseurs utilisés sont souvent des composés organométalliques à base de palladium et de nickel.